# Diócesis de Pomerania
La diócesis de Pomerania o de Wolin (en latín: Pomeranensis, en polaco: Diecezja pomorska y en alemán: Bistum Wolin) fue una circunscripción eclesiástica de la Iglesia católica en Polonia. Fue suprimida el 25 de febrero de 1188 al ser trasladada a Cammin (actual Kamień Pomorski). Se trataba de una diócesis latina, inmediatamente sujeta a la Santa Sede.

## Territorio y organización
La diócesis extendía su jurisdicción sobre los fieles católicos de rito latino residentes en el territorio del Ducado de Pomerania Occidental.
La sede de la diócesis se encontraba en la localidad de Wolin (en la isla de Wolin), en donde se hallaba la Catedral de San Adalberto.

## Historia
La diócesis de Kołobrzeg fue erigida en los inicios de la cristianización de Pomerania Occidental en el año 1000 como resultado de los acuerdos celebrados en el llamado Congreso de Gniezno, celebrado el 11 de marzo de 1000 entre el príncipe polaco Boleslao I y el emperador del Sacro Imperio Romano Germánico Otón III. Cuando los pomeranos de los alrededores de Kołobrzeg consiguieron sacudirse la supremacía del duque polaco Boleslao I, el obispo Reinbern también tuvo que abandonar la zona costera. La fecha es desconocida, pero probablemente entre 1007 y 1013. Este hecho marcó el fin de la diócesis de Kołobrzeg y el regreso de la fe autóctona a Pomerania, lo que condujo a la liquidación real del obispado.
Después de la conquista de Pomerania por Boleslao III, la actividad misionera fue reanudada y los intentos de cristianización están asociados a la actividad misionera de Otón de Bamberg, llamado el "apóstol de Pomerania". En 1080 llegó a Gniezno, y tras regresar a Alemania recibió la consagración episcopal y la región de Pomerania pasó a integrar la diócesis de Bamberg. Regresó a Gniezno en 1124 y desde allí partió en misión cristianizadora a Pomerania Occidental. Otón dirigió otra misión a partir de 1128, donde convirtió al cristianismo únicamente a los habitantes de los grandes centros gobernados por el duque Wartislaw I de la dinastía Griffin, entre ellos: Szczecin, Wolin y Cammin. Durante su actividad misionera, una quinta parte de la población de Pomerania Occidental (aproximadamente 22 000 paganos) aceptó el cristianismo a través del bautismo, y se construyeron catorce iglesias en doce ciudades (dos en Wolin y dos en Szczecin). Gracias a él se establecieron puestos misioneros en Pyrzyce, Cammin, Wolin, Szczecin, Kołobrzeg, Białogard, Uznam, Dymin y Wołogoszcz. Hasta el día de hoy, en Cerkwica, en la llanura de Gryfice, hay un pozo de piedra del siglo XII que conmemora la cristianización de Pomerania Occidental.
Después de la muerte de Otón (1139), el papa Inocencio II decidió erigir un obispado separado con sede en Wolin el 14 de octubre de 1140, y la iglesia de San Adalberto fue elevada al rango de catedral. La bula no especificaba bien los límites del nuevo obispado, pero utilizaba el término Pomeranensem ecclesiam, lo que podría significar que los límites coincidían con el territorio del Ducado de Pomerania Occidental. Al mismo tiempo el papa designó al capellán Adalberto de Pomerania como obispo de la diócesis. La arquidiócesis de Magdeburgo y la de Gnesen (hoy arquidiócesis de Gniezno) inmediatamente reclamaron el control sobre la diócesis recién establecida. Inocencio II evitó cualquier disputa al disponer que la nueva diócesis estuviera sujeta directamente a la Santa Sede. Sin embargo, la extensión de la diócesis no se definió de manera concreta. Hacia el oeste debía extenderse hasta la roca de Tribsees y hacia el este hasta el río Łeba. Encerraba en Pomerania el territorio hasta Rügen, parte del este de Mecklenburgo, Uckermark y Neumark. A la diócesis se le prometieron ciudades de los distritos de Pomerania, pero se desconoce si en el momento de su fundación se entregó la tierra.
Durante la Cruzada de los wendos de 1147, el obispo Adalberto debió haber participado en las negociaciones en Stettin, que terminaron con la retirada de los cruzados. A finales del siglo XII el territorio de la Casa de Pomerania fue atacado varias veces por tropas sajonas de Enrique el León y fuerzas danesas del rey Valdemar I de Dinamarca. La sede inicial de Wolin se trasladó a abadía Grobe en la isla Usedom después de 1150. Al mismo tiempo, Wolin decayó económicamente y fue devastada por las expediciones danesas, que contribuyeron al traslado a Grobe. 
Durante el gobierno del duque Casimiro I de Pomerania el cristianismo fue declarado religión del estado. El papa otorgó permiso al obispado de Pomerania para exigir los diezmos. En los años 1170 y 1173 Wolin fue invadida por los daneses, como resultado de lo cual la ciudad fue completamente destruida. Los ataques posteriores supusieron una amenaza tal para la ciudad, que se encontraba indefensa cerca de la laguna de Szczecin, que impulsaron al clero episcopal y al duque de Pomerania Casimiro I a considerar trasladar el obispado de Wolin a la más segura Cammin. Antes de realizar esta intención, el príncipe fundó un capítulo catedralicio en Cammin (1175), erigió allí una catedral y concedió a los canónigos, tras la muerte del actual obispo Konrad, la libre elección del superior y de todos los prelados según el modelo del capítulo catedralicio de Colonia. También recibieron todos los privilegios, incluida la posesión de propiedades, inmunidad de todas las reclamaciones seculares, exención de todas las cargas "a las que estaban sujetos los pueblos de Pomerania", sujetos a la obligación de mantener los castillos y los puentes principales del país y de asegurar la defensa del país dentro de sus fronteras. Sin embargo, antes de que el obispado se trasladara de Wolin a Cammin, el obispo residía inicialmente en la isla de Uznam o en Usedom, y solo entonces, a partir de 1175, Cammin se convirtió en la sede del obispado. 
El traslado formal de la sede episcopal tuvo lugar mediante la bula Ex iniuncta nobis a Deo emitida por el papa Clemente III el 25 de febrero de 1188. A partir de ese momento la diócesis pasó a llamarse diócesis de Cammin.

## Episcopologio
- Adalbert von Pommern † (14 de octubre de 1140-2 de febrero de 1162 falleció)
- Konrad I von Salzwedel † (1163-2 de marzo de 1186 falleció)